# Данкан Робинсон
Данкан Макбрајд Робинсон (енгл. Duncan McBryde Robinson, рођен 22. Априла, 1994) је амерички професионални кошаркаш који игра за Мајами Хит (енгл. Miami Heat) у НБА лиги. Рођен је у Јорку, савезној држави Мејн, од мајке Елизабет и оца Џефрија Робинсона. Играо је колеџ кошарку у лиги НЦАА трећа дивизија за клуб Вилијамс Ефс (енлг. Williams College Ephs) и за НЦАА прва дивизија за клуб Мичиген Вулверинсе (енгл. Michigan Wolverines). Пребачен је у Мичиген након вођења екипе Вилијамс Ефс-а до завршне утакмице на турниру НЦАА треће дивизије 2014. године. Проглашен је за најбољег новајлију 2014. на турниру НЦАА треће дивизије.
Робинсон је играо кошарку у средњој школи на Гувернер Академији (енгл. The Governor's Academy) пре постдипломске сезоне на Филипс Екстер Академији (енгл. Phillips Exeter Academy) , где је предводио тим до првенства НЕПСАЦ школе класе А  (енгл. New England Preparatory School Athletic Council) 2013. године. На турниру је освојио награду за најкориснијег играча турнира (енгл. MVP– most valuable player). Био је изабран за члана прве петорке на НЕПСАЦ турниру у обе класе, класа Б 2012 и класа А 2013. 
Робинсон је постигао успех у својој првој сезони у Мичигену. Водио је у проценту погођених шутева за 3 поена од 45 процената на Конференцији Великих десет (енгл. Big Ten Conference), од почетка конференције која се играла од децембра 2015. до почетка фебруара 2016. године. Током његове трогодишње каријере у Мичигену, направио је неколико пресудних преокрета у игри погађајући шутеве за три поена и омогућавајући победе на турниру Конференција Великих десет (енгл. Big Ten Conference Men's Basketball Tournament) и био један од чланова шампиона на турниру 2017. и 2018. године. Робинзон је 2018. године на Конференцији Великих десет изабран за најбољег шестог играча године. Био је део тима у сезони 2017-18 године који је изгубио од Виланове у финалној утакмици у лиги НЦАА прве дивизије 2018. године.
Као члан Мајами хита, поставио је рекорд франшизе за број погођених шутева за три поена за једну четвртину и једно полувреме и изједначио рекорд франшизе по броју погођених шутева за три у игри. Већина његових шутева за 3 поена долази из сутиација ухвати и шутирај, он је проглашен и за једног од бољих шутера у лиги. На НБА Ол-стар викенду ( енлг. NBA All Star Weekend) он је представљао екипу Мајами Хита на такмичењу у шутирању тројки (енгл. Three-Point Contest). У својој другој сезони, Робинсон је поставио рекорд франшизе по броју убачених тројки у сезони и изједначио рекорд франшизе по броју постигнутих тројки у плеј-оф утакмици. У својој трећој сезони Робинзон је поставио НБА рекорд као играч који је најбрже у својој каријери постигао 500 тројки, то је постигао за свега 152 утакмице.

## Ранији живот
Рођен 22. априла, 1994. године у Јорку (енлг. York), савезној дрђави Маин (енлг. Maine), Робинсон је син Елизабет и Џефри Робинсона и као најмлађи од троје деце (после сестре Марте и брата Елија). Џефри, који је висок 1.83м, играо је једну сезону за Маин Блек Бирсе (енлг. Maine Black Bears). Робинсон је одрастао у граду Њу Касл (енлг. New Castle), савезној држави Њу Хампшир (енлг. New Hampshire), где је четворо ђака чинило завршно одељење шестог разреда основне школе. Након завршене основне школе, изабрао је да се пребаци у средњу школу Гувернер Академију у Масачусетсу, а не у средњу школу Портсмаут (енгл. Portsmouth High School), која је јавна средња школа за ученике у Њу Каслу.
Робинсон започео је своју сезону 2008. године на Гувернер академији као плејмејкер са висином од 1.70 метара, али није играо довољно јер није био довољно способан за јуниора. У својим раним годинама шутеве сатим, покушавајући да погоди 1600 шутева недељно. Робинсон је почео радити са тренером Ноа ЛаРоше (енгл. Noah LaRoche) у току његове јуниорске сезоне. После Божића у својим јуниорским годинама, почео је видети будућност у кошарци иако је доста седео на клупи. Након просека од 18,5 поена по утакмици као сениор на Гувернер Академији, он је изабран за једног од члана првог тима класе Б на Ол-НЕПСАЦ-у (енгл. All-NEPSAC) 2012. године, као и члан првог тима лиге свих независних школа (енгл. All-Independent School League). Дипломирао је са оценом 3.55.
Пратећи његову сениорску сезону, Робинсон је на пролеће и лето играо у организацији ААУ (енгл. Amateur Athletic Union), матурирао је и завршио постдипломски на Филипс Екстер Академији како би проширио своје знање са колеџа. Робинсон је играо за тим Мајкла Крутија млађег у екипи Мидлсекс Меџика. Крути је био два пута на Вилијамс колеџу као играч на шампионату НЦАА треће дивизије. У току његове сениорске сезоне Робинсон је измерен са висином од 1.98 метара и тежином од 79.4 килограма. До краја лета, Робинсон је порастао до 2.03 метра и 88.5 килограма.
Током последње недеље септембра 2012. године током посете кошаркашког кампа, екипа Вилијамс Ефса понудила је Робинсуну понуду коју је он одмах прихватио. У томе време Вилиамс Ефси су били рангирани на првом месту колеџа либеларних уметности према америчким вестима и извештајима из света. Учинак у последње четири сезоне био им је 93-22 под вођством главног тренера Мајк Мејкера (енгл. Mike Maker). Робинсон је 2013. године водио своју екипу Филипс Ексетер Академије до прве победе на шампионату класе А на НЕПСАЦ-у 10.марта, са најкориснијим учинком од 24 поена и 10 скокова. Екипа Филипс Ексетера сезону је завршила са учинком од 28 победа и једним поразом. Ипак, једину понуду за стипендију добио је од Меримек колеџа (енгл. Merrimack College) из НЦАА друге дивизије. Такође за њега су били заинтересовани и Браун Берси (енгл. Brown Bears) из прве дивизије и Колумбија Лионси (енгл. Columbia Lions).

## Колеџ каријера

### Вилијамс колеџ
Пре 15. новембра односно пре утакмице против Саудерн Вермонт колеџа (енгл. Southern Vermont College) која је отворила сезону, Вилијамс Ефс-и су били треће рангирани међу свим екипама треће дивизије, према пресезонској анкети. Вилијамс Ефси су изгубили прву утакмицу иако су имали предност домаћег терена упркос упућених 5 од 6 шутева из игре Робинсона. Робинсон је постао једини стартер екипе који је био бруцош у Мејкеровом 6-огодишњем вођењу Вилијамс Ефса. У својој 2013-14 сезони у Вилијамс Ефсима, Робинсон је био два пута именован за играча недеље током регуларне сезоне. Вилијамс Ефси су стигли до шампоинске утакмице, али су изгубили резултатом од 75-73 од Универзитета Висконсин-Вајтвотер (енгл. University of Wisconsin–Whitewater), Робинсон је постигао 17 поена. Робинсон је постигао 30 поена у полуфиналној утакмици турнира против вечитог ривала Вилијамс Ефса, Амхерст колеџа  (енгл. Amherst College), од које је екипа Ефса у току сезоне већ три пуита изгубила. Вилијамс Ефси су завршили сезону са рекордом од 28 победа и 5 пораза. Те сезоне, Робинсон је водио Ефсе по броју одиграних минута (1,110 минута) што је школски рекорд, постигнутих поена (548 поена), погођених шутева за 3 поена (81–179), проценту шута за 3 поена (45.3%), проценту погођених слободних бацања (87.8%), блокада (36), и украдених лопти (36). Имао је просек од 17.1 поен, 6.5 скокова и 34.7 минута по утакмици. Пратећи сезону, проглашен је за најбољег новајлију године и члана друге најјаче петорке турнира. Робинсон је проглашен од стране портала Д3хупс (енгл. D3Hoops) као национална новајлија године, такође и члан прве петорке бруцоша турнира, као и први бруцош који је постигао 500 поена на турниру. Његова сезона је проглашена за једну од најбољих бруцошких сезона у историји НЦАА треће дивизије.
Пратећи сезону 2013-14, Мејкер напушта Ефсе и постаје нови главни тренер Мерист Ред Фокса (енгл. Marist Red Foxes). Робинсона су моментално контактирале школе разних конференција. Међу школама које су биле заинтересоване су и биле Кригтон колеџ(енгл. Creighton), Бостон колеџ (енгл. Boston College) и Провиденс колеџ. После успеха у бруцошкој сезони, одлучио је да ће напустити Ефсе само да би играо за победнички програм елитне академске институције и које је користила систем и стил на који се он навикао.Робинсон је играо против Ник Стукаса  (енгл. Nik Stauskas) у НЕПСАЦ-у и био импресиониран са тиме како је Џон Билеин (енгл. John Beilein) из Мичигена развио Стукаса као играча, који је био 1. на НБА драфту 2014. године. Мејкер је био помоћни тренер Билеина екипе Вест Вирџиније (енгл. West Virginia) од 2005 до 2007. године. И у Филипсу и у Ефсима, Робинсон је играо у систему који је сличан ономе којим је Билеин водио Мичиген. Робинсон је питао Мејкера да контакрира Билеина, који је одговорио да Мичиген можда има интерес да он игра за њих али без понуђене стипендије. Робинсон није био заинтересован за овакву понуду. После недељу дана након што је Билеин погледао његов видео, рекао је да Мичиген разматра да му понуди стипендију. Робинсон је заказао посету Мичигену. Након посете Мичигена, Робинсон се посветио тој школи. Разгласио се је то на свом Твитер налогу.

### Универзитет Мичиген

#### Сезона друге године на колеџу
Робинсон је први играч који се пребацио из треће дивизије у прву НЦАА-а са пуном стипендијом. Током сезоне 2014-15 НЦАА прве дивизије Робинсон није могао да игра утакмице са екипом Мичиген Вулверинса, али је могао да тренира. У децембру 2014. године Робинсон је срушио Стукасов рекорд на тренингу у тројкама постигавши 78 тројки за 5 мин, престигавши Стукаса за 3 тројке.
У Робинсоновој другој утакмици за Мичиген у сезони 2015-16, постигао је 19 поена шутиравши  6 од 6 (5 од 5 шут за 3 поена) против Елона из Финикса (енгл. Elon Phoenix). Мичиген је 12. децембра поражен од Делавер Стејта (енгл. Delaware State) резултатом 80-33, Робинсон је први пут тада играо стартну петорку Мичигена постигавши 11 поена, са 3 од 5 шута за 3 поена. У то време Робинсон је био рангиран као трећи по проценту постигнутих шутева за 3 поена. Робинсон је 23. децембра изједначио свој рекорд од 6 подељених асистенција против екипе Брајант Булдогса (енгл. Bryant Bulldogs), такође му је и то била девета утакмица за редом у којој је постигао најмање 3 тројке. Мичиген Вулверинси су 12. јануара са водећим скорером Карис Левртом као саиграчем, је поразио Мериленд (енгл. Maryland Terrapins) резлтатом 70-67 док је Робинсон постигао 17 поена шутирајући 5 од 9 за 3 поена. Мичиген је 23. јануара поразио екипу Небраске резултатом 81-68, Робинсон је постигао рекорд сезоне постигавши 21 поен. Одрана екипе Корнхускера је представљала изазов за његов шут за 3 поена, па је први пут као играч Вулверинса постигао више поена унутар линије за 3 поена него изван ње. Утакмица против Раџерса 27. јануара обележила је 17. узастопну утакмицу у којој је Робинсон упутио најмање два шута за три поена. Робинсон је у наредне две утакмице против Пен Стејта и Индиане-е упутио само по један по три поена. Без обзира на то, Робинсон је 6. фебруара ушао у ривалску утакмицу Мичиген Вулверинса и Мичиген Стејта као вођа конференције Велике десет у постигнутим шутевима и проценту голова од три поена, али је задржан на 0 од 3 шутева за 3 у игри. Утакмица је први пут од отварања сезоне показала да Робинсон није упутио ниједан шут за три поена, чиме је окончан низ од 22 утакмице. Мичиген је 10. фебруара победио Минесоту, у којој је Робинсон поставио рекорд сезоне имајући 9 скокова и постигавши 14 поена од тога 4 од 7 шут за 3 поена.
Мичиген је 10. марта 2016. године одиграо своју прву утакмицу на турниру великих десет против екипе Ноствестерна (енгл. Northwestern), Робинсон је постигао 21 поен, укључујићи и шут за 3 поена којим је изједначио резултат 46 секунди пре краја продужетка. Следећег дана у четвртфиналу против првопласиране Индиане, Робинсон је поново ставио своју екипу у позицију за победу изједначивши резултат шутом за 3 поена 46 секунди пре краја овог пута регуларног дела. Следећег дана у полуфиналу против екпире Пурдуа, Робинсон је уписао своју деведесету тројку у сезони и тако постао пети играч Мичиген Вулверинса који је то успео. У првој од 4 рунди, 16. марта турнира НЦАА прве дивизије, Мичиген Вулверинси победили су екипу Тулса резултатом 67-62, уз допринос Робинсона који је постигао свој први дабл-дабл учинак у дресу Мичигена са 13 поена и 11 скокова. Робинсон је сезону завршио на другом месту после Брајан Форбеса међу играчима конференције великих десет у проценту шута за 3 поена, са процентом шута од 45%.

#### Јуниорска сезона
Након претходне сезоне, неколико играча је напустило екипу. Карис Леврт је дипломирао. Оубри Доукинс трансферован је да игра за екипу УЦФ Најта (енгл. UCF Knights). Камерун Четмен објаву је своју намеру за преласком.Робинсон је обично улазио са клупе, ипак је тај дан 17. децембра утакмицу започео као стартер због књиговодствених проблема против екипе Мериленд Истера (енгл. Maryland Eastern). Касније током сезоне Робинсон је почео да продуцира (енл. The Dak and Dunc Show) подкаст са својим саиграчем Ендруом Декиш-ом за спортску радио станицу ВЦБН-ФМ (енгл. WCBN-FM) која је била доступна на платформи ИТунес (енгл. iTunes). Мичиген Вулверинси су 2017. године освојили турнир Великих десет, и стигли до шестаестог кола турнира НЦАА прве дивизије.

#### Сениорска сезона
Робинсон је започео своју сенирску сезону на утакмици против екипе Норт Флориде (енгл. North Florida) 11. новембра 2017. године, постигавши 21 поен. На тој утакмици су он и Чарлс Метјуз постали први саиграчи који су на једној утакмици обојица постигли 20 поена још од 3. марта 2015. године. Ајзеа Ливерс је 13. јануара заменио Робинсона у стартној петорци на утакмици против ривалске екипе Мичиген Стејта. Робинсон се вратио у стартну петорку 11. фебруара на којој је постигао 16 поена, од којих је 14 постигао у првом полувремену, победивши екипу Висконсина резултатом 82-72. Четрнаестог фебруара, Робинсон је постигао 18 поена постигавши свој рекорд сезоне од погођених 6 тројки на утакмици у којој су Вулверинси победили екипу Лоуве. Са својих 6 погођених тројки Робинсон је престигао Зека Новака на листи играча Мичигена по броју постигнутих тројки, са 215 погођених тројки. Након сезоне 2017-18 регуларне сезоне Великих десет, Робинсона су тренери свих екипа прогласили за најбољег шестог играча лиге Великих десет. Робинсон је 2. марта у четвртфиналу турнира Великих десет постигао свој хиљадити поен у каријери и то већ током свог другог шута за 3 поена у првом полувремену. Робинсон је утакмицу завршио са 16 поена улазећи са клупе, укључујући његове погођене четири тројке у победи над Небраском (енгл. Nebraska). Робинсон је у просеку постизао 11 поена током своје 4 утакмице, помагајући својој екипи да освоје шампионат. Робинсон је 21. марта постао почасни академик Ол-Биг тен конференције. Екипа Мичигена изгубила је финалну утакмицу на турниру НЦАА прве дивизије од екипе Виланове (енгл. Villanova). Робинсон је био први играч који је играо финалну утакмицу и на турниру НЦАА прве дивизије и НЦАА треће дивизије. Током проведене три сезоне, Робинсон је завршио колеџ каријеру са 237 погођених тројки уз проценат од 41,9%, пласирајући се на четврто место свих играча који су играли за Мичиген Вулверинсе.

## Професионална каријера

### Мајами Хит

#### Сезона 2018-2019
Након што није одабран на НБА Драфту. 2018. године, Робинсон је потписао уговор са екипом Мајами Хита о игрању НБА летње лиге. После 5 одиграних утакмица у летњој лиги, у којима је просечно постизао 12,4 поена и 2,4 скока и има проценат шута од 58%, укључујући проценат шута за 3 поена од 63%, пристао је да потпише двосмерни уговор са екипом Мајами Хита 10. јула 2018. године. Када је Робинсон дебитовао у НБА лиги, то је био први случај да неки играч дебитује у НБА лиги а играо је у НЦАА трећој дивизији после Дивин Џорџа.
Иако формални тренинг камп екипе Мајамија није почео 25. септембра, Робинсон је одбио позив за учешће у саставу екипе играча из НБА Г лиге, коју је екипа САД користила од 6. до 17. септембра да би се квалификовала на Светско првенство у кошарци 2019. године, да би могао да учествује у неформалном развојном тренингу са екипом Хита. Када је екипа Хита започела сезону са 4 повређена играча (Вејн Елингтон, Џастис Винслов, Џејмс Џонсон и Дион Вејтерс), Робинсон и такође играч са двосмерним уговором Јанте Мејтен су званично били у саставу екипе на утакмици 15. октобра. Тим Хита је сезону започео са 14 играча под пуним НБА уговором. Када су се 22. октобра отворили кампови НБА Г лиге, Робинсон је остао са екипом Мајами Хита. Робинсон је први пут дебитовао у НБА утакмици у четвртој утакмици у сезони 24. октобра против екипе Њу Јорк Никса (енлг. New York Knicks), у којој је постигао 3 поена и 4 скока за 10 минута проведених на терену. Робинсон је постигао 15 поена као стартер у победи екипе Сиук Фејлса (која је развојна екипа Мајами хита) против екипе Форт Вејн Мед Ентс-а (енгл. Fort Wayne Mad Ants) резултатом 112-101. Робинсом је 25. фебруара постигао 5 поена на утакмици против Финикс Санса (енгл. Phoenix Suns), на којој је први пут започео утакмицу као стартер. Робинсон је 9. априла проглашен као члан треће најбоље петорке целе НБА Г лиге, након што је сезону завршио са просеком од 21,4 поена и  процентом шута од 51,4% и  процентом шута за 3 поена од 48,3% уз 4,3 скока и 3 асистенције у 33 утакмице, што је довело до претварања његовог уговора у стандардни двогодишњи уговор у екипи Мајами Хита. Робинсон је своју прву НБА сезону завршио 10. априла против екипе Бруклин Нетса (енгл. Brooklyn Nets) постигавши први пут двоцифрени број поена односно 15 поена.

#### Сезона 2019-2020
Током 2019. године, Робинсонов уговор од милион долара је постао загарантован са могућношћу да постане загарантован од милион и четиристо хиљада долара, ако до полусезоне остане у саставу екипе. Он је повећао своју килажу за 6,8 килограма пре сезоне. Након што је Џими Батлер изостао са утакмице 27. октобра, Робинсон је постигао 21 поен против екипе Минесоте Тимбервулвса (енгл. Minnesota Timberwolves). Затим је постигао 23 поена уз шут 7 од 11 за 3 поена на утакмици против Хјустон Рокетса (енгл. Houston Rockets). Робинсон је 20. новембра постигао свој рекорд каријере постигавши 29 поена против екипе Кливленд Кавалирса (енгл. Cleveland Cavaliers) које је водио његов тренер са колеџа Џон Билејни, постављајући рекорд франшизе Мајами Хита тако што је постигао 7 тројки у једној четвртини и 8 тројки за полувреме. Робинсон је 1. децембра остварио свој први дабл-дабл учинак у НБА каријери постигавши 10 поена и 10 скокова на утакмици против Бруклин Нетса. Робинсон је 10. децембра остварио нови рекорд каријере постигавши 34 поена, постигавши нови рекорд франшизе Мајами Хита са највише погођених тројки на утакмици, односно 10 тројки, у победи над екипом Атланте Хоукса (енгл. Atlanta Hawks) резултатом 135-112. Након његовог нстуипа Вол Стрит Журнал је у чланку 13. децембра 2019. године Робинсона назвали најневероватнијим играчем НБА лиге и једним од најбољих шутера на планети. Појавио се као такмичар на такмичењу у брзом шутирању тројки на НБА Ол-Стар викенду.  Робинсон је 6. марта 2020. године постигао 24 поена и имао 5 скокова и 4 асистенције у поразу од Њу Орлеанс Пеликанса (енгл. New Orleans Pelicans) резулатом од 110-104, шутирајући 8 од 14 за 3 поена. Постигавши тих 8 тројки достигао је број од 233 погођених тројки у једној сезони уз преосталих 19 утакмица до краја, престигао је Вејн Елингтона чији је рекорд био 227 постигнутих тројки у сезони, Дејмон Џоунса који је као недрафтован играч постигао 225 тројки у једној сезони и Кајл Корвера чији је рекорд био 226 тројки у јендој сезони. Његове перфомансе су му омогућиле да јури још два рекорда 8. марта; изједначио је рекорд Рафер Алстона за највише везаних утакмица у којима је постигао најмање једну тројку (49), и  Џорџ Меклауда за рекорд НБА лиге за највећу разлику у постигнутим тројкама у другој сезони у односу на претходну. Робинсонов бивши цимер Мо Вагнер је 8. марта довоњно испровоцирао Робинсона, толико да је Робинсон зарадио своју прву техничку грешку у НБА каријери. Робинсон је био на путу да обори још других НБА рекорда као што су: проценат упућених шутева за 3 поена у односу на укупне шутеве из игре (88.3% Робинсонових шутева су били шутеви за 3 поена у односу на НБА рекорд Вејна Елингтона од 82.7%, минимум 400 покушаја) и најмање упућених шутева за 2 поена из игре (Пи Џеј Такер, 136, 2400 минута минимум). Робинсон је 18. августа први пут дебитовао на НБА плеј оф утакмици против Индиана Пејсерса (енгл. Indiana Pacers), шутирајући 2 од 8 за 3 поена, постигавши 6 поена 3 скока и једну асистенцију. Робинсон је 20. августа изједначио рекорд франшизе за највећи број постигнутих тројки у НБА плеј оф утакмици (7), током друге утакмице прве рунде плеј офа. Робинсон је помогао својој екипи Мајами Хита у плеј офу да дођу до НБА финала 2020. године, где су изгубили после 6 утакмица против екипе Лос Анђелес Лејкерса (енгл. Los Angeles Lakers).

#### Сезона 2020-2021
У утакмици 1. маја 2021. године, у утакмици против Кливленд Кавалирса, Робинсон је постигао своју петстоту тројку у НБА каријери, поставши најбржи играч који је дошао до тог броја за само 152 утакмице, тиме је оборио претходни рекорд од 187 утакмица који је поставио Лука Дончић.

## Статистика каријере

### НБА

#### Регуларна сезона
| Сезона   | Екипа    | ОУ | СУ | МПУ  | ПШ%  | 3П%  | СБ%   | СПУ | АПУ | УПУ | БПУ | ППУ  |
| -------- | -------- | -- | -- | ---- | ---- | ---- | ----- | --- | --- | --- | --- | ---- |
| 2018–19  | Мајами   | 15 | 1  | 10.7 | .391 | .284 | .667  | 1.3 | 0.3 | 0.3 | 0.0 | 3.3  |
| 2019–20  | Мајами   | 73 | 68 | 29.7 | .470 | .446 | .931* | 3.2 | 1.4 | 0.5 | 0.3 | 13.5 |
| Каријера | Каријера | 88 | 69 | 26.4 | .465 | .437 | .910  | 2.9 | 1.2 | 0.5 | 0.2 | 11.7 |

#### Плеј Оф
| Сезона   | Екипа    | ОУ | СУ | МПУ  | ПШ%  | 3П%  | СБ%  | СПУ | АПУ | УПУ | БПУ | ППУ  |
| -------- | -------- | -- | -- | ---- | ---- | ---- | ---- | --- | --- | --- | --- | ---- |
| 2020     | Мајами   | 21 | 21 | 28.6 | .426 | .397 | .868 | 2.8 | 1.8 | .7  | .3  | 11.7 |
| Каријера | Каријера | 21 | 21 | 28.6 | .426 | .397 | .868 | 2.8 | 1.8 | .7  | .3  | 11.7 |

### Колеџ

#### Прва дивизија
| Сезона   | Екипа    | ОУ  | СУ | МПУ  | ПШ%  | 3П%  | СБ%  | СПУ | АПУ | УПУ | БПУ | ППУ  |
| -------- | -------- | --- | -- | ---- | ---- | ---- | ---- | --- | --- | --- | --- | ---- |
| 2015–16  | Мичиген  | 36  | 27 | 28.9 | .457 | .450 | .886 | 3.5 | 1.8 | 0.6 | 0.2 | 11.2 |
| 2016–17  | Мичиген  | 38  | 3  | 20.1 | .470 | .424 | .781 | 1.7 | 0.9 | 0.4 | 0.2 | 7.7  |
| 2017–18  | Мичиген  | 41* | 19 | 25.8 | .440 | .384 | .891 | 2.4 | 1.1 | 0.7 | 0.4 | 9.2  |
| Каријера | Каријера | 115 | 49 | 24.9 | .455 | .419 | .864 | 2.5 | 1.2 | 0.6 | 0.3 | 9.3  |

#### Трећа дивизија
| Сезона   | Екипа         | ОУ | СУ | МПУ  | ПШ%  | 3П%  | СБ%  | СПУ | АПУ | УПУ | БПУ | ППУ  |
| -------- | ------------- | -- | -- | ---- | ---- | ---- | ---- | --- | --- | --- | --- | ---- |
| 2013–14  | Вилијамс Ефси | 32 | 31 | 34.7 | .557 | .453 | .878 | 6.5 | 1.8 | 1.1 | 1.2 | 17.1 |
| Каријера | Каријера      | 32 | 31 | 34.7 | .557 | .453 | .878 | 6.5 | 1.8 | 1.1 | 1.2 | 17.1 |